# Casa de Hernán Cortés en Tepeapulco
Cerca del centro de Tepeapulco, se encuentra una construcción que perteneció a Hernán Cortés cuando el conquistador era el encomendero de dicho territorio. Está ubicada frente al ex convento San Francisco y a un costado de la Caja de Agua en la cabecera del actual municipio de Tepeapulco, Hidalgo.

Tepeapulco, Hidalgo

## Historia

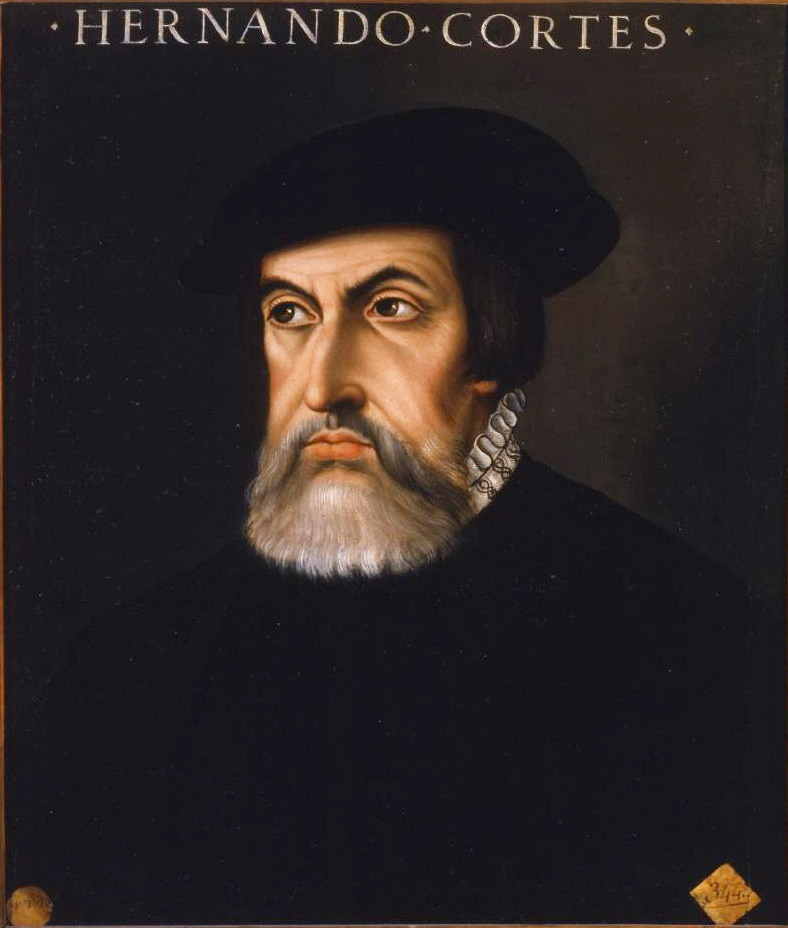
Hernán Cortés primer encomendero de Tepeapulco

En los tiempos de la conquista española, la población de Tepeapulco resultó de importancia estratégica para los españoles por su ubicación, cerca de Tenochtitlan, capital del Imperio Mexica, y de la zona pulquera del actual estado de Hidalgo. 
Una vez consumada la conquista de México-Tenochtitlan, el pueblo de Tepeapulco fue entregado en encomienda a Hernán Cortés. En 1534 le fueron revocadas diversas encomiendas, entre ellas la de Tepeapulco, reasignándola a Alonso de Navarrete y posteriormente recogida por la Corona Española. La presencia de Cortés en Tepeapulco denota el valor de este territorio para el primer gobernante y Capitán General de la Nueva España.

## Construcción

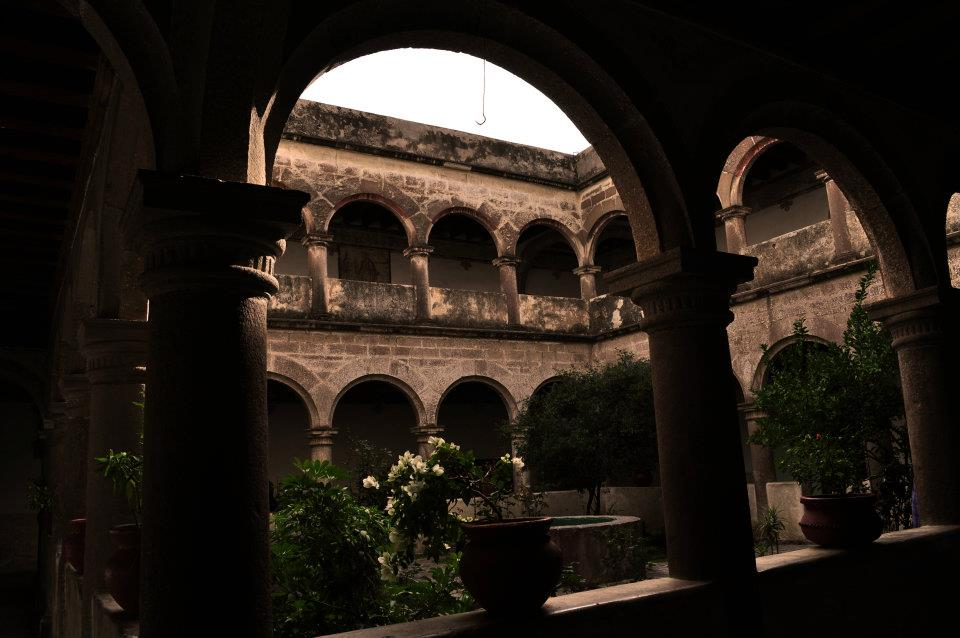
El convento de San Francisco se construyó cuando Cortés era encomendero de Tepeapulco.

Hernán Cortés inició la construcción de una casa de gran opulencia entre 1522 y 1526. Esta casa, que pretendía fungir como casa de descanso para el conquistador español, posteriormente se convirtió en albergue de evangelizadores franciscanos que realizaban la construcción del convento de San Francisco de Asís. Por tradición oral, se sabe que además en este lugar solían hacerse hostias dado que poseía grandes hornos de pan. Dichas hostias eran distribuidas en gran parte de la región, incluidos los ahora municipios de Zempoala, Tlanalapa y Emiliano Zapata. 
A pesar de que Hernán Cortés poseía la Hacienda de San Bartolomé de los Tepetates en el mismo municipio, mandó a hacer esa casa debido a que Tepeapulco era una de sus encomiendas. Cuando llegó Nuño de Beltrán Guzmán, Presidente de la primera Audiencia (1529-1530), reportó la suntuosidad de la casa, la cual, por esta razón, le es confiscada a Cortés.

## Interior
La casa contenía corrales, macheros y caballerizas; de igual forma salones y dos fuentes alimentadas por el surtidor y caja de agua ubicados en el mismo municipio. Entre los elementos arquitectónicos se destacan medias lunas, almenas, troneras y aspilleras construidas a diferentes grados, esto último en caso de la necesidad de defender la construcción frente a un ataque armado. La casa abarca toda una manzana y está construida de una sola planta con muros altos, como se usaba en esas épocas.
“Su carácter es plenamente defensivo, como lo demuestran los fortines y troneras de la azotea. Restos de habitaciones, aljibes y patios se conservan como elementos aislados de la primera edificación. Es especialmente el aljibe, ubicado en la misma manzana, construido por los frailes franciscanos y abastecidos por un tubo de barro que partía de la caja de agua. Cuenta con un abrevadero para animales, una ermita para sacar agua y una pila para uso doméstico. “

En la parte superior del portón de madera, se observa un monograma con las letras JHS, que significan “Jesús Hijo Salvador”. Este portón se conserva desde la época en que perteneció a Hernán Cortés. 

## Actualidad
Actualmente no se han hecho reconstrucciones ni restauraciones físicas al lugar pues el Instituto Nacional de Antropología e Historia ha sido muy específico en cuanto a construcciones que pudieran demeritar el perfil arquitectónico de la casa.
Es una pena enorme no dar importancia a eventos de conquista religiosos y culturales

## Proyecto de Museo
Por la relevancia que tiene el estado y los territorios colindantes en la producción de pulque y productos derivados del maguey, se ha propuesto crear un museo en la antigua casa de Cortés en el Centro Histórico de Tepeapulco, que abarque tanto museología como museografía, explicando la relevancia del maguey y sus 752 derivados, entre ellos el pulque, su gastronomía y la importancia que tiene para retener la tierra. Este sería el segundo museo dedicado al pulque en el estado pues el primero se ubica en Apan. 